# Ragnar Fjørtoft
Ragnar Fjørtoft (1913-1998) est un météorologue norvégien de renommée internationale. Il faisait partie d'une équipe de l'université Princeton au New Jersey qui a réalisé en 1950 la première prévision numérique du temps réussie à l' aide de l'ordinateur électronique ENIAC. Il a également été professeur de météorologie à l'Université de Copenhague et directeur de l'Institut météorologique norvégien.

## Biographie
Ragnar Fjørtoft est né à Kristiania (maintenant Oslo) du professeur Lauritz Hansen Fjørtoft (1877–1941) et de sa femme Anne Birgitte Marie Schultze (1881–??). La famille a déménagé à Trondheim, où Fjørtoft a passé son examen artium en 1933. Il a ensuite déménagé à Oslo pour étudier les sciences de la nature, avec la météorologie comme spécialisation. Son professeur était Halvor Solberg, qui avait auparavant étudié avec Wilhelm Bjerknes à l'école de météorologie de Bergen.
Le 29 mars 1939, Fjørtoft épouse Ragnhild Nordskog. La même année, il s'installe à Bergen où il devient météorologue à la division de prévision de la Norvège occidentale,. Tant à Oslo qu'à Bergen, il était engagé dans l'activisme politique de gauche à Mot Dag et était membre de la ligue des étudiants socialistes (Sosialistisk studenterlag) à Bergen,.
En 1946, Fjørtoft a publié un traité sur la stabilité des tourbillons circulaires qui a acquis une reconnaissance internationale. La même année, il est nommé météorologue à l'Institut météorologique norvégien où il entre en contact avec Arnt Eliassen,. En 1949, Fjørtoft a été invité à l'Institute for Advanced Study à l'université Princeton, États-Unis. Il y rejoint une équipe composée des météorologues américains Jule Gregory Charney, Philip Thomson, Larry Gates et du mathématicien appliqué John von Neumann réalisant la première prédiction numérique réussie à l'aide de l'ENIAC avec l'aide de la programmeuse Klara Dan von Neumann,. Ils ont publié leurs travaux sur la prévision numérique du temps dans le périodique Tellus en novembre 1950.
En 1951, Fjørtoft est retourné en Norvège, où il a obtenu un doctorat à l'Université d'Oslo sur la stabilité des ondes atmosphériques,. En 1953, il est revenu à Princeton, où il est resté depuis un an tout en étant professeur de météorologie théorique à l'université de Copenhague de 1950 à 1955. Après avoir quitté cette dernière, Fjørtoft a été nommé directeur de l'Institut météorologique norvégien, où il est resté jusqu'en 1978. Il a également été professeur à l'Université d'Oslo de 1967 à 1983.
Fjørtoft est décédé le 28 mai 1998 à Oslo,.

## Affiliations et notorité
En 1956, Ragnar Fjørtoft devient membre de l'Académie norvégienne des sciences et des lettres. Il a reçu plusieurs honneurs dont Chevalier de première classe de l'Ordre de Saint-Olav en 1967, le prix Fridtjof Nansen pour l'excellence de la recherche en 1977 et le prix de l'Organisation météorologique internationale en 1991,,.

## Distinctions
- Chevalier de 1re classe de l'ordre de Saint-Olaf